# Les Sarcleuses
Les Sarcleuses est une peinture à l'huile sur toile réalisée vers 1868 par le peintre français Jules Breton. Le tableau représente un groupe de paysannes travaillant les champs du nord de la France. Le tableau fait actuellement partie de la collection du Metropolitan Museum of Art de New York.

## Description
Peintre à l'origine de scènes historiques, Jules Breton a commencé à s'éloigner de l'historicité pour se concentrer sur les scènes agricoles. L'une des peintures produites à la suite de cette nouvelle orientation était Les Sarcleuses, que Breton a peint après avoir observé un groupe d'agriculteurs de sa ville natale de Courrières en train de sarcler un champ pour en éliminer les mauvaises herbes et le chardon. L'œuvre n'est pas sans rappeler le célèbre tableau Des glaneuses réalisé une dizaine d'années auparavant par Jean-François Millet. 